# Parameioneta
Parameioneta Locket, 1982 è un genere di ragni appartenente alla famiglia Linyphiidae.

## Distribuzione
Le due specie oggi note di questo genere sono state rinvenute in Asia orientale e sudorientale.

## Tassonomia
Dal 2006 non sono stati esaminati esemplari di questo genere.
A dicembre 2012, si compone di due specie:
- Parameioneta bilobata Li & Zhu, 1993 — Cina, Vietnam
- Parameioneta spicata Locket, 1982[3] — Malaysia